# Республика Коми. Энциклопедия
Республика Коми. Энциклопедия — универсальное справочно-энциклопедическое издание в 3 томах, в котором в алфавитном порядке опубликованы сведения об административном устройстве, истории, науке и культуре Республики Коми, а также общественно-политической жизни, искусстве, архитектуре, экономическом развитии и природно-климатических условиях. В энциклопедии содержатся краткие биографии людей, внесших значительный вклад в историю Республики Коми.

## История
Трёхтомная энциклопедия «Республика Коми» подготовлена и издана в Сыктывкаре учёными отдела «Научный архив и энциклопедия» Коми научного центра Уральского отделения Российской академии наук с участием специалистов министерств, ведомств, учреждений, высших учебных заведений, администраций городов и районов. Создание энциклопедии было инициировано в 1983 г., когда в составе научного архива Коми филиала АН СССР была образована группа по подготовке энциклопедического справочника о Коми АССР. Организаторами работы группы стали председатель Президиума Коми научного центра Уральского отделения АН СССР М. П. Рощевский (в будущем академик РАН и главный редактор энциклопедии) и заместитель главного редактора — к.филол.н. А. Е. Ванеев. В марте 1988 г. было принято постановление Совета Министров Коми АССР «О состоянии и издании научного справочника „Коми АССР“», в котором был утверждён состав редколлегии. В мае 1994 г. вышло постановление Совета Министров Республики Коми «О завершении подготовки и издания энциклопедии „Республика Коми“». В 1996 г. в штат архива введены должности научных сотрудников. В 2005 г. группа, занимающаяся подготовкой издания, была реорганизована в отдел «Научный архив и энциклопедия» Коми НЦ УрО РАН. Издание энциклопедии было выполнено в соответствии с указом главы Республики Коми от 6 июня 1997 г. № 146 «Об издании Энциклопедии „Республика Коми“». Первый том издан тиражом 10 тыс. экз., второй и третий — тиражом 5 тыс. экз. Выход первого тома сопровождался критическими статьями в местной прессе, критике подверглись, в частности, разделы истории и экономики, во многом оставшиеся в русле советской идеологии.
Энциклопедия в 2001 году была удостоена Государственной премии Республики Коми.
В будущем планируется издать энциклопедию «Республика Коми» в пяти томах. Первый том будет издан в 2015 году.

## Описание
Республика Коми : энциклопедия / УрО РАН. Коми науч. центр; [гл. редакция: М. П. Рощевский (гл. ред.) и др.]. — Сыктывкар : Коми кн. изд-во, 1997—2000.
- Т. 1 : [Обзорные статьи. А — З]. — 1997. — 469 с. : ил., карты, портр., [12] л. ил., карт. — 10 000 экз.
- Т. 2 : [И — Р]. — 1999. — 573 с. : ил., карты, портр., [12] л. ил. — 5000 экз.
- Т. 3 : [С — Я. Дополнения]. — 2000. — 423 с. : ил., карты, портр., [8] л. ил. — Алф. имен. указ.: с. 397—419. — 5000 экз.

## Содержание энциклопедии
Три тома Энциклопедии Республики Коми, год издания 1997, 1999, 2000